# Andrew Dickson White
Andrew Dickson White (7 de noviembre de 1832 - 4 de noviembre de 1918) fue un diplomático, escritor y educador estadounidense, conocido por ser el cofundador de la Universidad Cornell.

## Biografía
White nació en Homer, Nueva York. Tras pasar un año en el Hobart College (por entonces conocido como Geneva College), fue a la Universidad de Yale. Allí fue compañero de clase de Daniel Coit Gilman, quien más tarde sería primer presidente de la Universidad Johns Hopkins. Ambos eran miembros de la sociedad secreta Skull & Bones, y fueron íntimos amigos. También era miembro de la fraternidad Alpha Sigma Phi, sirviendo como editor de la publicación de la fraternidad, The Tomahawk. 

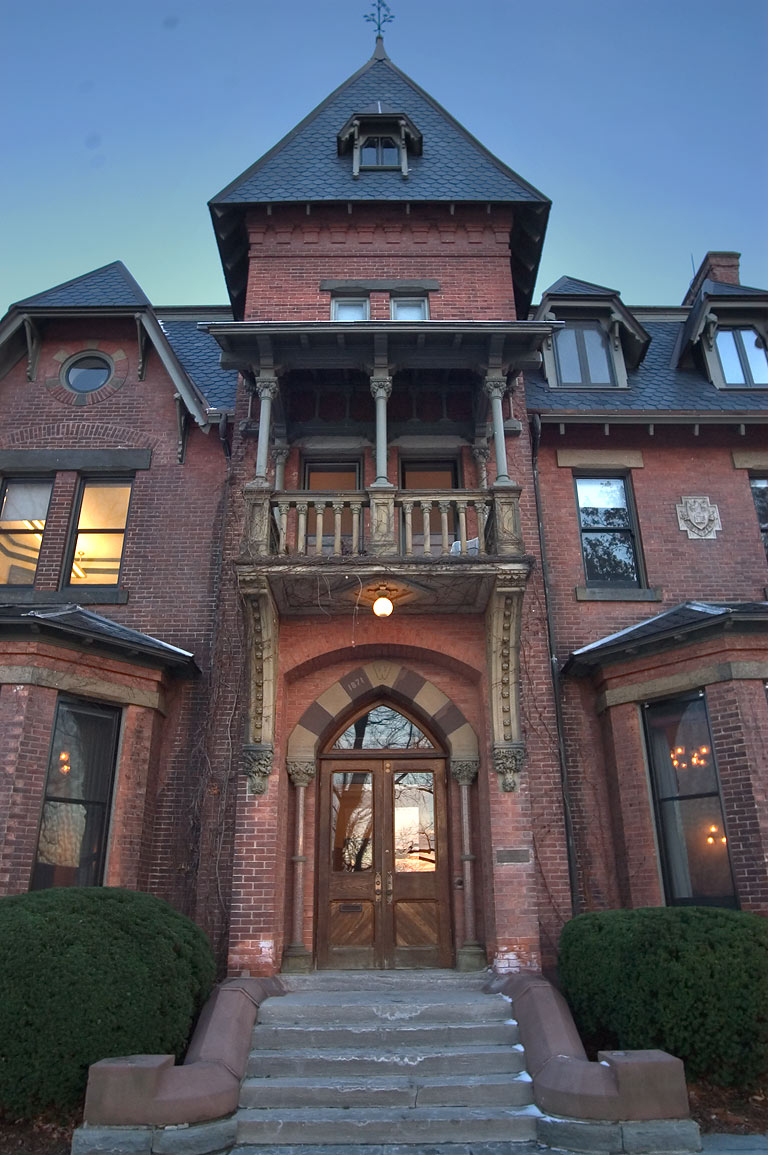
Casa de White.

Tras graduarse en Yale en 1853, White pasó tres años estudiando en Europa antes de volver a los Estados Unidos para trabajar como profesor universitario de Historia y Literatura inglesa en la Universidad de Míchigan. 

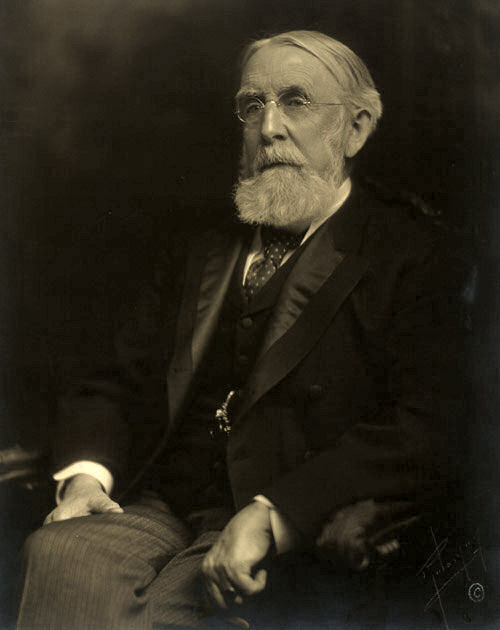
White a la edad de 79 años, en 1910.

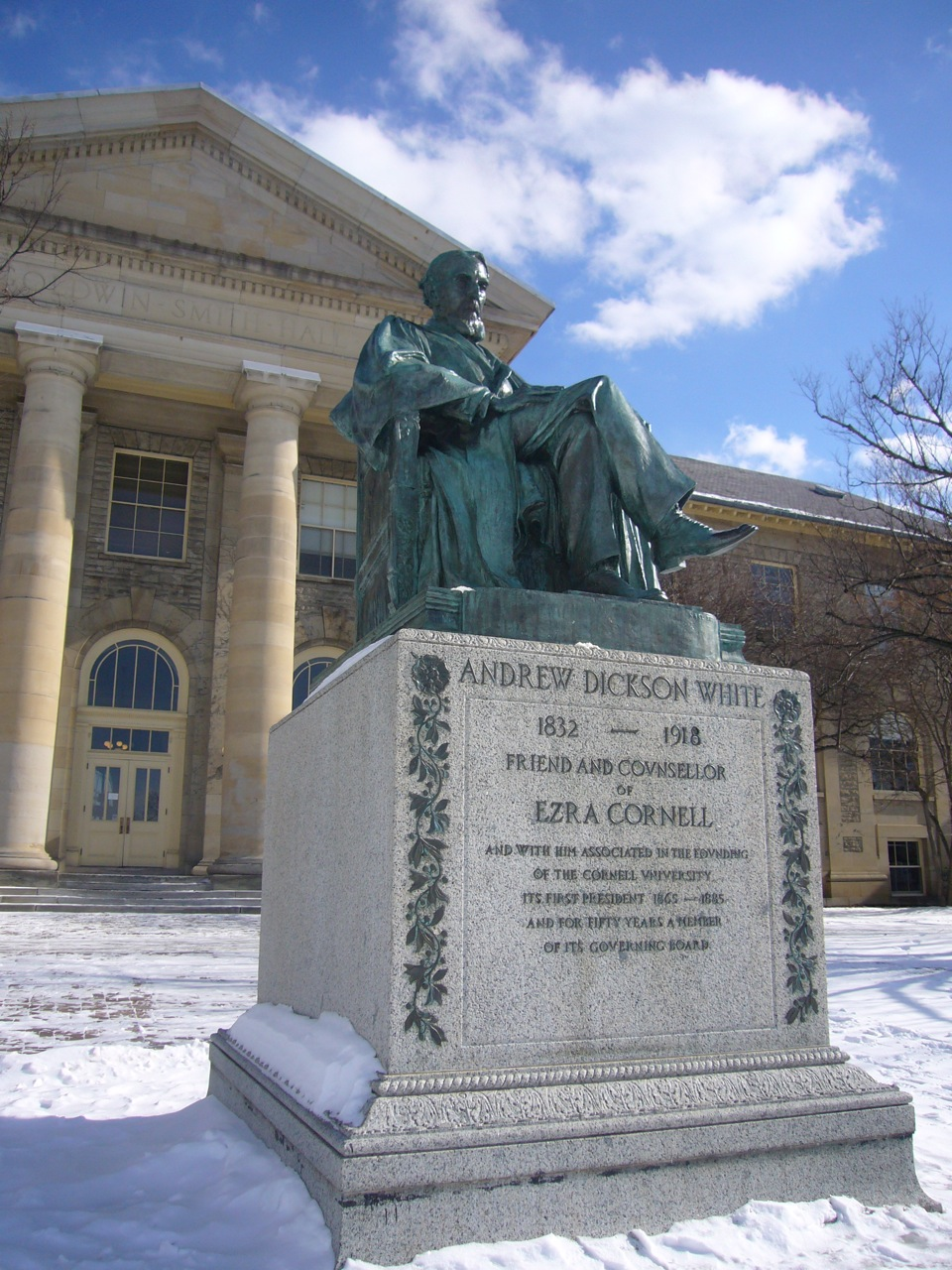
Estatua de White en la Universidad Cornell.

En 1865, White y el magnate de la Western Union, Ezra Cornell, fundaron la Universidad Cornell en la propiedad de Cornell, en Ithaca, Nueva York. White se convirtió en el primer presidente de la universidad, y su mando puso a la universidad en el camino para convertirse en una institución educativa de élite, con excelencia particular en la investigación agrícola y la ingeniería. White también trabajó como profesor en el Departamento de Historia de la Universidad. Encargó al primer estudiante de arquitectura de la Universidad Cornell, William Henry, que construyera su mansión en el campus.
Durante su estancia en Cornell, White dejó la universidad para servir en el Comisionado de Santo Domingo (1871), como primer ministro estadounidense para Alemania (1879-1881), y primer presidente de la Asociación Histórica Estadounidense (1884-1886). Tras la dimisión de Cornell como presidente en 1885, White sirvió como Ministro para Rusia (1892-1894), presidente de la delegación estadounidense para la Conferencia de Paz de La Haya en 1899, y como primer embajador estadounidense en Alemania (1897-1902).
Durante su servicio en Rusia, White conoció al escritor León Tolstói. La fascinación de Tolstói por los mormones provocó un interés similar a White, quien antes había considerado a los Santos de los Últimos Días (Latter Day Saints, LDS) como un culto peligroso y anormal. En su vuelta a los Estados Unidos, White aprovechó la proximidad de Cornell al centro de mormón original cerca de Rochester, Nueva York, para amontonar una colección de objetos de interés sobre los LDS (incluyendo muchas copias originales del Libro de Mormón) incomparable por cualquier otra institución salvo la iglesia en sí misma y su universidad, la Universidad Brigham Young.
En 1891, Leland y Jane Stanford pidieron a White que sirviera como primer presidente de la Universidad que habían fundado en Palo Alto, CA, la Universidad Stanford. Aunque rechazó su oferta, les recomendó a su pupilo David Starr Jordan.
White murió en Ithaca y fue enterrado en la Sage Chapel en Cornell.

## Referencias

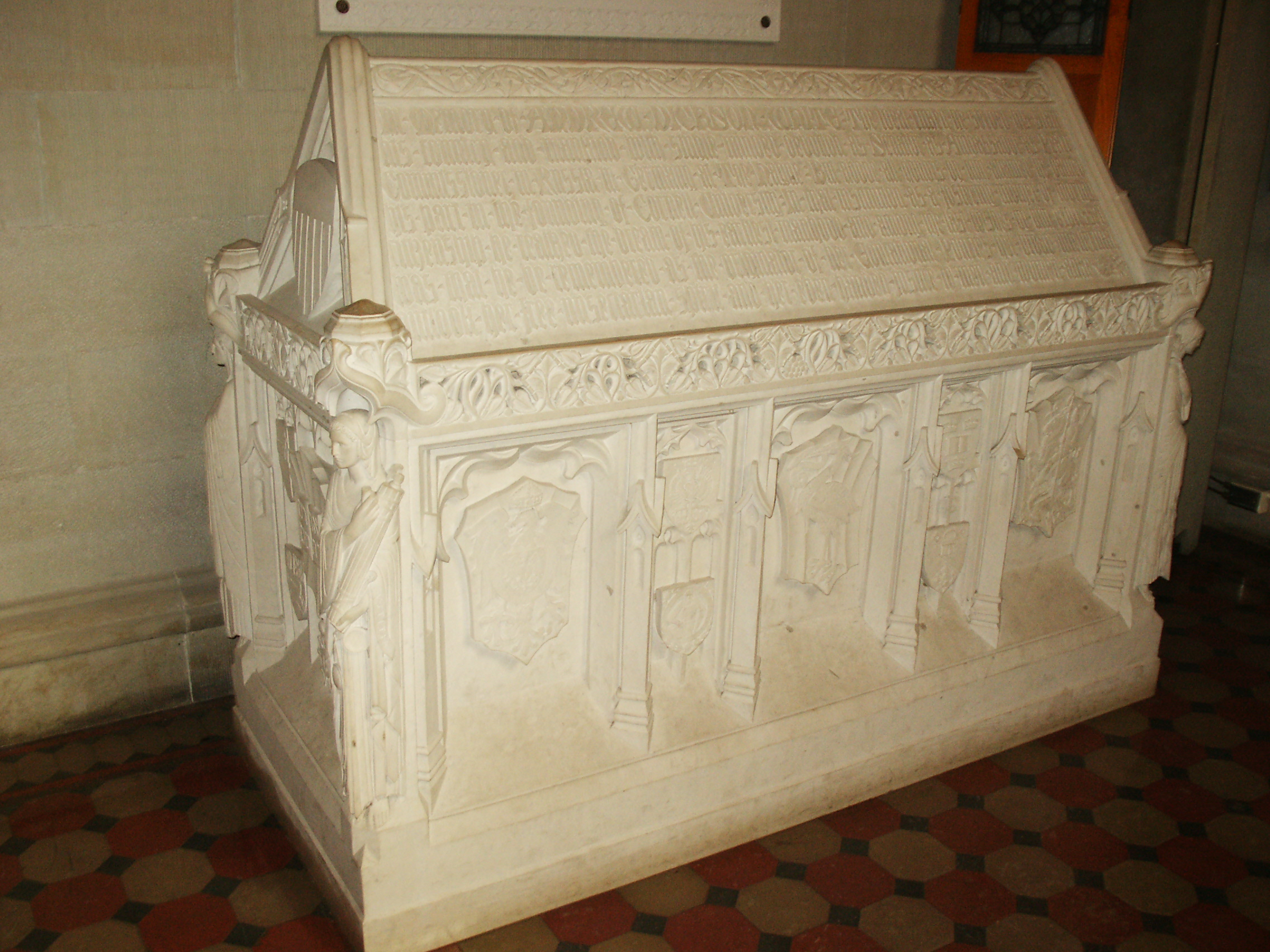
Tumba de White en la Sage Chapel.

### Obras de White
(en inglés)
- Outlines of a Course of Lectures on History (1861).
- Syllabus of Lectures on Modern History (1876).
- A History of the Warfare of Science with Theology in Christendom, 2 vols. (1896), disponible en la biblioteca digital  Gutenberg archivo de texto.
- Seven Great Statesmen in the Warfare of Humanity with Unreason (1910).
- The Autobiography of Andrew Dickson White (1911), disponible en Autobiography of Andrew Dickson White: Vol. 1, Vol. 2
- "Fiat Money Inflation in France" (1912), texto digital gratuito disponible en LibertarianPress.com:

### Obras sobre White
(en inglés)
- Altschuler, Glenn C. (1979), Andrew D. White — Educator, Historian, Diplomat, Ithaca, NY: Cornell University Press
- Drechsler, Wolfgang (1989), Andrew D. White in Germany. The Representative of the United States in Berlin, 1879-1881 and 1897-1902, Stuttgart: Heinz
- David C. Lindberg and Ronald L. Numbers (1986), "Introduction" to God & Nature: Historical Essays on the Encounter between Christianity and Science, ed. Lindberg and Numbers, Berkeley: University of California Press
- Lindberg and Numbers (1987), "Beyond War and Peace: A Reappraisal of the Encounter between Christianity and Science", Perspectives on Science and Christian Faith 39:140-149 (disponible a través de enlace externo:  )
- Engst, Elaine D. and Dimunation, Mark. A Legacy of Ideas: Andrew Dickson White and the Founding of the Cornell University Library (Ithaca: Cornell University Library, 1996) (disponible a través de enlace externo: )